# Ashwaq Moharram
Ashwaq Moharram (Yemen, 1975) médica y activista yemení, conocida por su trabajo sobre la hambruna en la ciudad de Hudaydah.

## Biografía
Moharram está casada y con dos niños. En 2016 después de trabajar como doctora durante veinte años ha sido nombrada como una de las 100 Mujeres (BBC) por sus logros. Por entonces vivía sola en Hudaydah ya que su marido tuvo que huir con los niños a Jordania dada la situación. Moharram ha declarado sobre su trabajo: "estoy encontrándome con lo mismo que solía ver en televisión sobre la hambruna desdoblada en Somalia. Nunca pensé que vería esto en Yemen." Moharram ha trabajado para numerosas organizaciones internacionales de ayuda, pero desde 2015 ha trabajado de manera independiente, entregando medicamentos y comida en su propio coche, sirviendo como clínica móvil.